# Wenus i Mars (obraz Paola Veronesego 1575)
Wenus i Mars (wł. Venere e Marte uniti da Amore) – obraz włoskiego malarza renesansowego Paola Veronesego, sygnowany na kamiennej płycie: PAVLUS VERONENSIS F.
Obraz został zamówiony przez cesarza Rudolfa i był jednym z trzech dzieł o tematyce mitologiczno-miłosnej zleconych artyście. Dwa pozostałe znajdują się we Frick Collection w Nowym Jorku: Alegoria Cnoty i Występku i Alegoria źródła Mądrości i Mocy. Porusza temat romantycznej miłości rzymskiej bogini miłości Wenus i boga wojny Marsa opisanej w Metamorfozach Owidiusza.

## Opis obrazu i interpretacja
Akt spotkania dwojga kochanków rozgrywa się w sielankowo spokojnej scenerii. Z lewej strony stoi naga bogini, lewą ręką obejmując przybyłego Marsa, siedzącego przed nią w zbroi. Prawa dłoń Wenus spoczywa na piersi z której wypływa mleko czym podkreśla swoją kobiecość. Z prawej strony znajduje się bojowy rumak boga wojny, poskramiany przez jednego z amorków. Jego sylwetka wzorowana jest na antycznych pomnikach konnych. Podkreślona muskulatura zwierzęcia wyraża jego siłę, a pochylona głowa i spokojne oczy łagodzą jego obraz. Ukazane dwa putta stanowią klucz do interpretacji dzieła. Pierwszy poskramiający konia symbolizuje ujarzmienie miłosnych pragnień boga Marsa, panowanie nad namiętnościami. Drugi putto, przewiązujący wstążkę wokół nogi Wenus, symbolizuje połączenie kochanków w wieczną miłość i harmonię panującą w okresie bez wojen. Mleko wypływające z piersi Wenus symbolizuje bogactwo pokoju, będący pokarmem dla ludzkości.
Veronese zachował równowagę kompozycji. Każda postać ma swoją przestrzeń niezburzoną przypadkowymi elementami. By uzyskać taki obraz malarz kilkakrotnie przemalowywał swoją pracę. Badania rentgenowskie opisane przez Alana Burroughsa w książce pt. Art Criticism from a Laboratory wykazały, iż ułożenie ciała Wenus było inne i prawdopodobnie była okryta draperią ciągnącą się aż do dołu. Skrzydlatego cherubinka nie było w pierwotnej wersji. Nie wiadomo dlaczego Veronese dokonał tych zmian. Odziana Wenus miała zupełnie inny wydźwięk, bardziej pruderyjny, a brak amora nadawał by scenie bardziej przyziemne erotyczne znaczenie spotkania dwóch kochanków. Drobne zmiany jakie dokonał malarz nadały dziełu nowy wymiar duchowości i niewinności

## Proweniencja
W 1621 roku dokonano spisu ewidencyjnego m.in. dzieł znajdujących się w kolekcji Rudolfa II w pałacu w Pradze. Przez kolejne wieki obraz miał wielu właścicieli i krążył po całej Europie. W jego posiadaniu był Ferdynand III Habsburg, a po najeździe Szwedów na Pragę w 1648 roku trafił do kolekcji królowej szwedzkiej Krystyny w jej rzymskiej rezydencji. Następnie trafił do rodziny Odescalchich, później do kolekcji książąt orleańskich m.in. do księcia Filipa Orleańskiego w Paryżu. W 1792 roku trafił do zbiorów Edouarda de Walckiersa z Brukseli by w 1798 ponownie wrócić do Paryża, a następnie do Anglii, do Londynu. Tam, mając wielu właścicieli, znajdował się do 1910 roku, kiedy to został sprzedany do Metropolitan Museum of Art.